# Magasin aux vivres de Rochefort
Le magasin aux vivres de l'Arsenal de Rochefort, bâti au XVIIe siècle, est situé à Rochefort, en France. L'immeuble a été inscrit au titre des monuments historiques en 2007.

## Historique
Le bâtiment est inscrit au titre des monuments historiques par arrêté du 28 mars 2007.

## Architecture

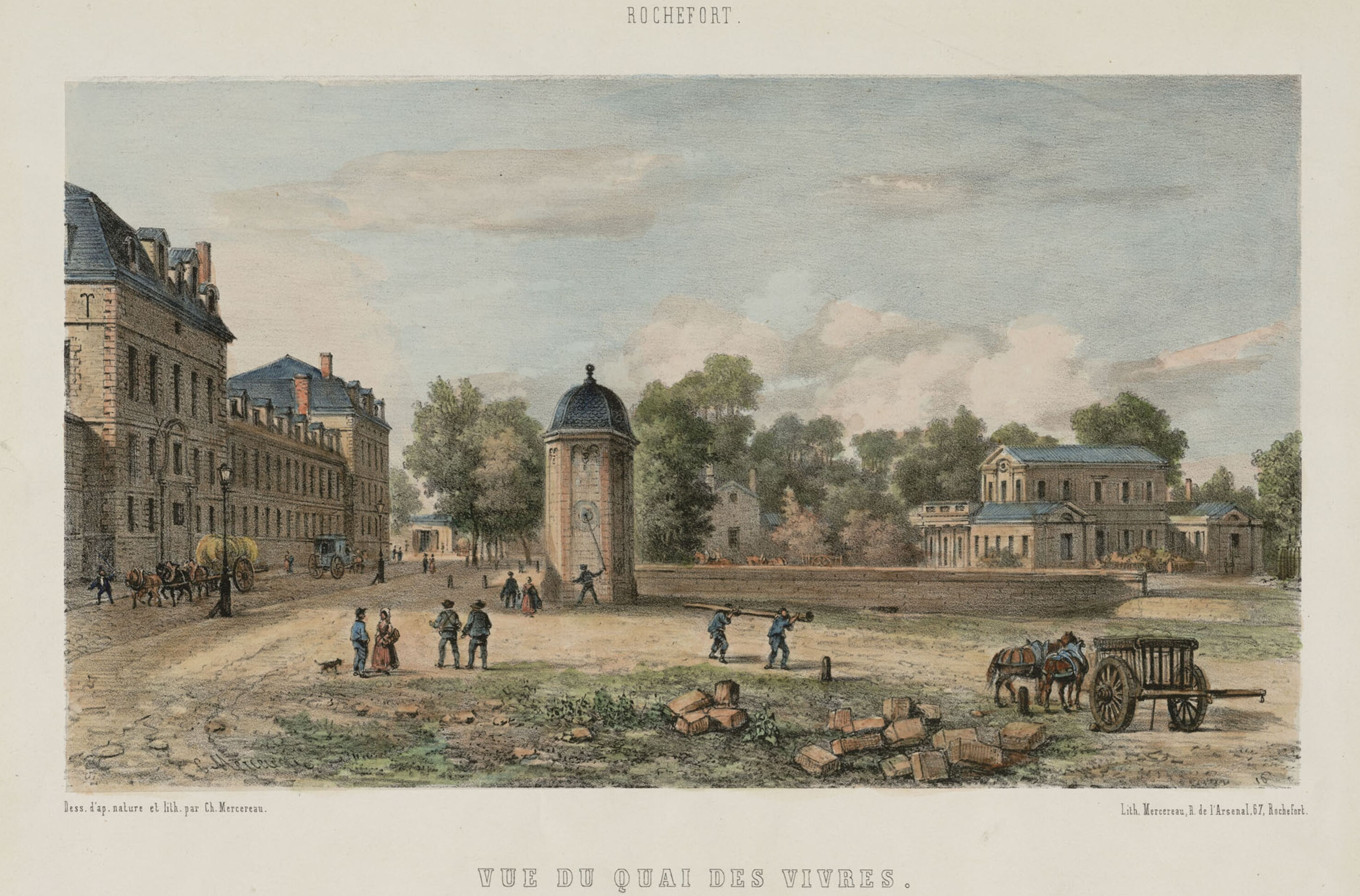
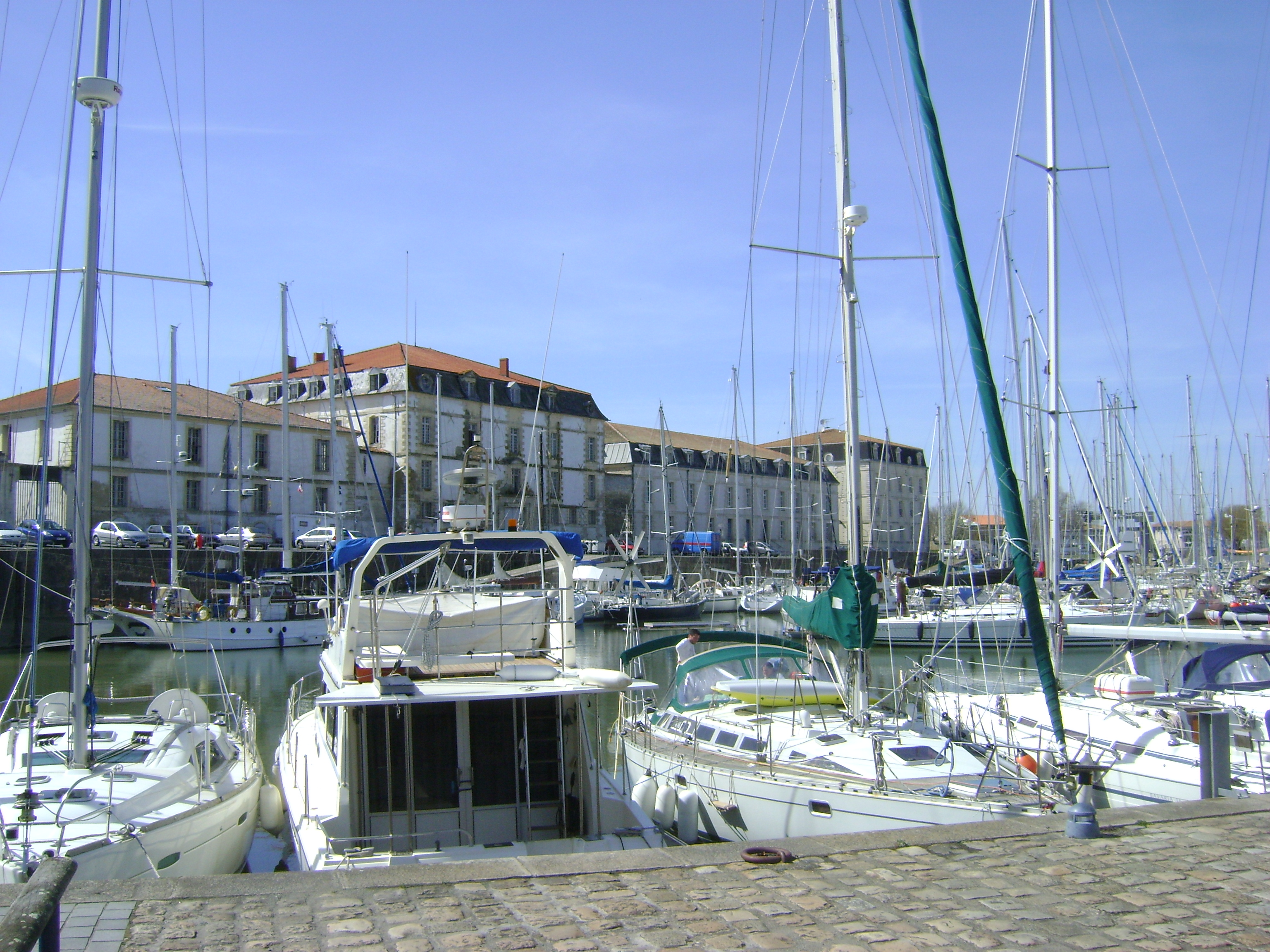
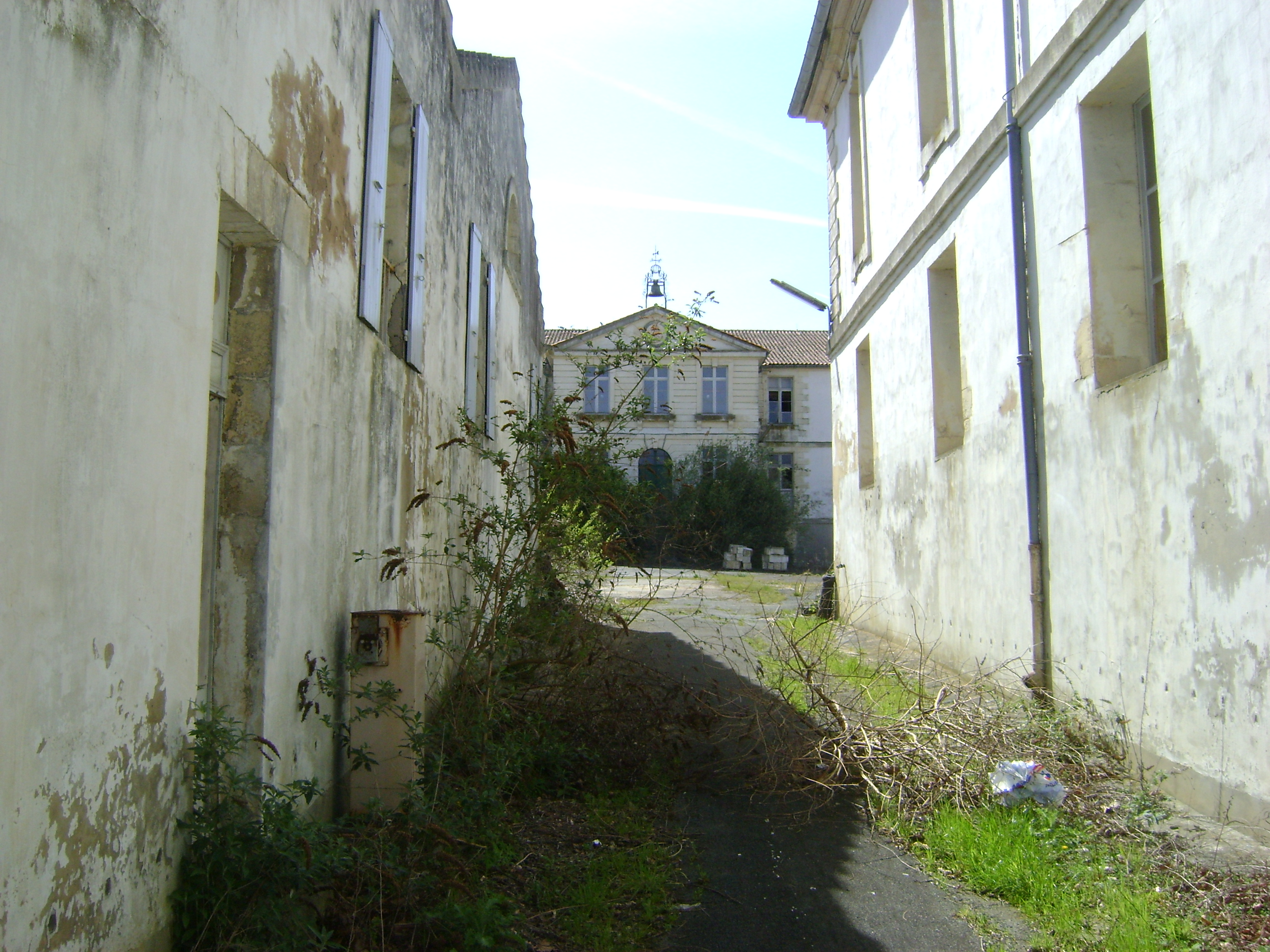